# Zajęczak buszmeński
Zajęczak buszmeński (Bunolagus monticularis) – gatunek ssaka z rodziny zającowatych (Leporidae).

## Zasięg występowania
Zajęczak buszmeński występuje endemicznie w środkowej części Karru w Południowej Afryce (wokół Victoria West, Beaufort West i Fraserburga, w Prowincji Przylądkowej Północnej i Zachodniej). Preferuje zarośla znajdujące się wzdłuż rzek sezonowych. Na podstawie danych z 2016 roku, szacuje się, że na wolności żyje około 200 osobników, a ich populacja ciągle maleje.

## Taksonomia
Gatunek po raz pierwszy naukowo opisał w 1903 roku angielski zoolog Oldfield Thomas na łamach czasopisma „The Annals and magazine of natural history”. O. Thomas przydzielił nowemu taksonowi nazwę Lepus monticularis. Jako miejsce typowe autor wskazał Deelfontein w Kolonii Przylądkowej w RPA. Jedyny przedstawiciel rodzaju zajęczak (Bunolagus), który utworzył w 1929 roku również O. Thomas.
Autorzy Illustrated Checklist of the Mammals of the World uznają ten takson za gatunek monotypowy.

### Etymologia
- Bunolagus: gr. βουνος bounos „wzgórze”[10]; λαγoς lagos „zając”[11].
- monticularis: łac. monticulus „górka”, zdrobnienie od mons, montis „góra”[3].

## Morfologia

### Wymiary
Długość ciała (bez ogona) 340–470 mm, długość ogona 70–108 mm, długość ucha 110–120 mm, długość tylnej stopy 90–120 mm. Jego masa ciała wynosi 1–1,5 kg.

### Charakterystyka
Ma charakterystyczny ciemny pasek na policzku. Jego ogon jest beżowy z akcentami brązu, a futro jasne na brzuchu i szare na grzbiecie.

### Rozmnażanie
Samice zakładają gniazda w norach, które mają zwykle kilkanaście centymetrów. Zwykle rodzą jedno młode w miocie. Młode rodzi się ślepe i jest w pełni zależne od matki. Masa po urodzeniu wynosi około 40–50 gramów. Ich sezon rozrodczy trwa zwykle od sierpnia do maja.

### Dieta
Są roślinożerne. Poszukują jej głównie wzdłuż rzek sezonowych. Najczęściej żywią się liśćmi oraz kwiatami roślin takich jak: Salsola oraz Lycium. W czasie pory deszczowej jedzą również trawy. Zjada również swoje odchody, aby uzupełnić braki witaminy B. Jest ona wytwarzana w jelitach przez znajdujące się tam bakterie.

### Styl życia
Są zwierzętami nocnymi. W dzień ukrywają się przed drapieżnikami. Samce mają określone terytorium o powierzchni 15 ha, terytoria samic nakładają się na siebie.

## Informacje
Żyje w małych populacjach. Spotykano go wiele razy od 1902 do 1948, jednak od 1979 roku nie obserwowano go na wolności. Ponownie odkryty w 1989 roku. Jest jednym z najbardziej zagrożonych zwierząt świata, na wolności pozostało prawdopodobnie ok. 250 osobników (dane z 2005 roku).

## Ochrona
Przyczyną spadku liczebności przedstawicieli tego gatunku jest utrata siedlisk. Tereny zalewisk rzek sezonowych są niewielkie i są żyzne, przez co są przekształcane w pola uprawne. W ciągu 50 lat, ⅔ tych terenów zostało zaoranych. Ponadto nadmierny wypas bydła powoduje utratę schronienia przed drapieżnikami. Są one także obiektem polowań. W celu przeciwdziałania zmniejszaniu się populacji, rząd RPA stworzył projekt mający na celu zachęcić rolników do tworzenia rezerwatów dla tych zwierząt.